# Joegoslavië op het Eurovisiesongfestival 1981
Joegoslavië nam deel aan het Eurovisiesongfestival 1981, gehouden in Dublin, Ierland. Het was de 17de deelname van Joegoslavië aan het festival.
De nationale omroep JRT was verantwoordelijk voor de Joegoslavische bijdrage van 1981.

## Selectieprocedure
De Joegoslavische inzending werd gekozen via de nationale voorronde Jugovizija. De finale hiervan vond plaats op 28 februari 1981.
In totaal deden er 16 liedjes mee in de nationale finale. De winnaar werd gekozen door 8 regionale jury's die punten volgens het Eurovisie-systeem mochten geven.

### Uitslag
| Volgorde | Artiest                                            | Lied                               | Omroep | Punten | TVSa | TVSk | TVNS | TVTg | TVZg | TVBg | TVLj | TVPr | Plaats |
| -------- | -------------------------------------------------- | ---------------------------------- | ------ | ------ | ---- | ---- | ---- | ---- | ---- | ---- | ---- | ---- | ------ |
| 1        | Neda Ukraden                                       | Sve sto se odgađa, to se ne događa | TVSa   | 33     |      | 6    | 5    | 6    | 6    | 6    | 3    | 1    | 7      |
| 2        | Verica Ristevska                                   | Bez nežnosti                       | TVSk   | 5      |      |      | 1    |      | 1    | 3    |      |      | 13     |
| 3        | Dejan Petković                                     | Emanuel                            | TVNS   | 38     | 4    | 2    |      | 5    | 10   | 5    | 6    | 6    | 6      |
| 4        | Ratko Kraljević                                    | Propustila si šansu                | TVTg   | 19     | 7    | 1    | 7    |      | 3    |      | 1    |      | 10     |
| 5        | Biserka Spevec                                     | Sama                               | TVNS   | 17     | 6    |      |      |      | 4    | 2    | 5    |      | 11     |
| 6        | Novi Fosili                                        | Oko moje                           | TVZg   | 67     | 12   | 10   | 12   | 8    |      | 10   | 7    | 8    | 2      |
| 7        | Maja Odzaklijevska                                 | Ne podnosim dan                    | TVBg   | 20     |      | 3    | 2    | 4    | 5    |      | 2    | 4    | 9      |
| 8        | M. Antevska, M. Puharić, P. Nečovski, P. Mitrevski | Mojot son                          | TVSk   | 3      |      |      |      | 3    |      |      |      |      | 14-15  |
| 9        | Hazard                                             | Marie, ne piši pesmi več           | TVLj   | 41     | 5    | 7    | 6    | 7    | 7    | 4    |      | 5    | 5      |
| 10       | Seid Memić-Vajta                                   | Lejla                              | TVSa   | 71     |      | 12   | 4    | 12   | 12   | 7    | 12   | 12   | 1      |
| 11       | Alenka Pinterič                                    | V meni je kar hočeš                | TVLj   | 3      |      |      |      |      |      |      |      | 3    | 14-15  |
| 12       | Shpresa Gashi                                      | Malli i mengjesit                  | TVPr   | 6      | 3    |      |      | 2    |      | 1    |      |      | 12     |
| 13       | Srebrna Krila                                      | Kulminacija                        | TVZg   | 61     | 8    | 8    | 10   | 10   |      | 8    | 10   | 7    | 3      |
| 14       | Sabri Fejzulahu                                    | Vala e lazdruar                    | TVPr   | 2      | 1    |      |      | 1    |      |      |      |      | 16     |
| 15       | Sladjana Milosević                                 | Recept za ljubav                   | TVBg   | 28     | 2    | 4    | 8    |      | 8    |      | 4    | 2    | 8      |
| 16       | Srdjan Marjanović                                  | Ti me nazovi                       | TVTg   | 50     | 10   | 5    | 3    |      | 2    | 12   | 8    | 10   | 4      |

## In Dublin
In Dublin moest Joegoslavië als 7de aantreden na Denemarken en voor Finland.
Aan het einde van de puntentelling bleek Joegoslavië als 15de te zijn geëindigd met 35 punten.

### Gekregen punten

#### Finale
| 12 punten | 10 punten     | 8 punten  | 7 punten                | 6 punten    |
| --------- | ------------- | --------- | ----------------------- | ----------- |
|           | - Zwitserland | - Finland |                         |             |
| 5 punten  | 4 punten      | 3 punten  | 2 punten                | 1 punt      |
| - België  | - Turkije     | - Cyprus  | - Griekenland - Ierland | - Noorwegen |

### Punten gegeven door Joegoslavië

#### Finale
Punten gegeven in de finale:
| 12 punten | Zwitserland         |
| 10 punten | Verenigd Koninkrijk |
| 8 punten  | België              |
| 7 punten  | Zweden              |
| 6 punten  | Cyprus              |
| 5 punten  | Ierland             |
| 4 punten  | Frankrijk           |
| 3 punten  | Turkije             |
| 2 punten  | Duitsland           |
| 1 punt    | Griekenland         |

1961 · 1962 · 1963 · 1964 · 1965 · 1966 · 1967 · 1968 · 1969 · 1970 · 1971 · 1972 · 1973 · 1974 · 1975 · 1976 · 1977-1980 · 1981 · 1982 · 1983 · 1984 · 1985 · 1986 · 1987 · 1988 · 1989 · 1990 · 1991 · 1992